# 奥伊廷
奥伊廷（德語：Eutin，發音：[ɔʏˈtiːn] ⓘ）是德国石勒苏益格-荷尔斯泰因州东荷尔斯泰因县的城市，也是东荷尔斯泰因县的县治，面积41.39平方千米，2023年12月31日人口为17,296人。